# Georg Gruppenbach
Georg Gruppenbach († 17. Juni 1610) war ein deutscher Buchdrucker und Verleger.

## Leben
Georg Gruppenbach war ein Sohn von Magdalena Gruppenbach († 1574), die in zweiter Ehe den Tübinger Drucker-Verleger Ulrich Morhart den Älteren (* um 1490; † 1554) geheiratet hatte. Georg Gruppenbach war ein Bruder von Oswald Gruppenbach. Die beiden Brüder firmierten bereits zu Lebzeiten ihrer Mutter gemeinsam auf dem Titelblatt der 1571 veröffentlichten Neuausgabe der Prutenicae tabulae coelestium motuum des Erasmus Reinhold. Ab 1572 firmierte Georg Gruppenbach allein, und auch sein Bruder hatte bereits in seinem Todesjahr 1571 einen Druck in eigenem Namen herausgegeben, nachdem er 1563–1569 in Ulm eine eigene Druckerei betrieben hatte. Nach dem Tod seines Bruders und seiner Mutter übernahm Georg Gruppenbach die Druckerei und den Verlag allein und konnte dabei viele Bestandsautoren seines Stiefvaters und seiner verwitweten Mutter übernehmen.
Zu seinen Autoren gehörten Jakob Andreae der Ältere, Martin Crusius, Lucas Osiander der Ältere, Jakob Schropp (1528–1594), Johannes Lauterbach, Peter Monau, Georg Liebler, Theodor Zwinger und Aegidius Hunnius. Weiters auch Nikodemus Frischlin, Matthias Hafenreffer, Johannes Kepler, Thomas Lansius, Michael Maestlin, Jakob Degen.
Gruppenbach druckte 1591 als erster im Herzogtum Württemberg eine deutsche Bibel und 1586 das Protokoll der Verhandlungen beim Mömpelgarder Religionsgespräch Acta Colloquii Montis Belligartensis. Er druckte auch 1583 als erster das Württembergische Kirchen-Gesangbuch mit 108 Liedern im Oktavformat für die evangelische Kirche Württembergs, die seit der Reformation kein eigenes Gesangbuch besessen hatte, sondern ersatzweise das Straßburger Gesangbuch verwendete.
Georg Gruppenbach hatte 1597 neben den Büchern aus dem eigenen Verlag 506 Bücher auf Lager, von denen 87 % lateinische Titel trugen. Im Rahmen eines notwendigen Um- oder Neubaus seiner Druckerei kam er in finanzielle Schwierigkeiten und meldete sich 1606 mit 17000 Gulden Schulden bankrott, wobei der Frankfurter Schriftgießer und Buchhändler Johann Berner alle Gruppenbachschen Bücher aus der Konkursmasse übernahm.